# Shenyang
Cheniangue (Shenyang; chinês simplificado: 沈阳, pinyin: Shěnyáng; pronúncia mandarim: [ʂən˧˩jɑŋ˧˥]), ou Mukden ( em manchu), é a capital e maior cidade da província de Liaoningue no nordeste da China (Manchúria). Atualmente possui o estatuto de administração sub-provincial. Anteriormente foi conhecida como Shengjing (盛京) ou Fu Fengtian (奉天 府). Cheniangue foi usado pela primeira vez pelo povo Manchu como sua capital no século XVII e é hoje a maior cidade do nordeste chinês.
Junto com suas cidades vizinhas, Cheniangue é um importante centro industrial na China, e serve como o centro de transportes e comércio do nordeste chinês, particularmente com o Japão, Rússia e Coreia. Grande centro da indústria pesada desde a década de 1930, a cidade tem diversificado seu parque industrial com uma boa rede de transportes, recursos naturais abundantes, e uma força de trabalho qualificada. Os subsídios ao investimento são concedidos a empresas multinacionais (MNCs) que montam escritórios ou suas sedes em Cheniangue.
A região da cidade sub-provincial inclui a área metropolitana de Cheniangue, a cidade-distrital de Xinmin, e outros três municípios. A grande Cheniangue foi considerada recentemente como uma das 13 megacidades emergentes ou megalópoles na China, em um relatório de julho de 2012 pela Economist Intelligence Unit. O relatório destaca as tendências demográficas e de renda que estão moldando o desenvolvimento dessas cidades.

## Etimologia
O nome da cidade, Cheniangue, literalmente significa "a cidade ao norte do Rio Chen", e é derivado do antigo nome do Rio Hun que corta o lado sul da cidade, que anteriormente era chamado de rio Chen (ou Shen).

## História
Achados arqueológicos mostram que havia assentamentos humanos em Cheniangue há cerca de 7200 anos. A cidade de Cheniangue foi criada por Qin Kai, um general Yan no Período dos Estados Combatentes, cerca de 300 a.C., na época sendo nomeada como "Cidade Hou" (候城). Tornou-se conhecida como a Prefeitura de Chen (瀋州) na Dinastia Jin e Circuito de Cheniangue (瀋陽路) na Dinastia Iuã. Durante a Dinastia Ming, tornou-se Shenyang Zhongwei (瀋陽中衛).
Em 1625, o líder manchu Nurhachi mudou a capital do Grande Jin para Cheniangue, na época conhecida Simiyan Hoton (ᠰᡳᠮᡳᠶᠠᠨ 
ᡥᠣᡨᠣᠨ). Em 1634 o nome foi oficialmente alterado para Shengjing (盛京) em chinês, ou Mukden (ᠮᡠᡴᡩᡝᠨ) em manchu. O nome deriva da palavra manchu mukdembi (ᠮᡠᡴᡩᡝᠮᠪᡳ), que significa "a subir", refletindo seu nome chinês, que significa "a capital em ascensão". Uma grande cidade precisava de um edifício principal e em 1626 sob as ordens Nurhachi o Palácio Imperial surgiu como centro simbólico de Cheniangue. A edificação contava com mais de 300 quartos decorados e 20 jardins, servindo como um símbolo de poder, grandeza e ostentação.
Após a queda da dinastia Ming em 1644, os manchus caem sob domínio chinês e a capital é transferida para Pequim. No entanto, Cheniangue manteve considerável importância como a capital anterior e o lar espiritual da dinastia Qing. Tesouros da casa real foram mantidos em seus palácios, e os túmulos dos governantes Qing estão entre os monumentos mais famosos da China. Em 1657, a prefeitura de Fengtian (奉天府, em pinyin: Fèngtiān fǔ; em manchu: Abkai imiyangga fu (ᠠᠪᡴᠠᡳ
ᡳᠮᡳᠶᠠᠨ᠋ᡤᡤᠠ᠋
ᡶ᠋ᡠ) ou Fungtyian (ᡶᡠᠩ ᡨᡳᠶᠠᠨ); que significa "obedecendo ao céu") foi criada na área de Cheniangue, e o nome Fengtian foi usado às vezes como sinônimo de Cheniangue/Mukden. Em 1914, a cidade retornou ao seu antigo nome, Cheniangue. Cheniangue continuou a ser conhecida também como Mukden (Moukden às vezes).
Com a construção da Ferrovia do sul da Manchúria, Cheniangue se tornou uma fortaleza russa, que a ocupou após a Revolta dos Boxers. Durante a Guerra Russo-Japonesa (1904-1905), Cheniangue foi o palco da Batalha de Mukden, que se desenvolveu entre 19 de fevereiro de 1905 e 10 de Março de 1905. Foi a maior batalha desde a batalha de Leipzig, em 1813. Após a vitória japonesa, a concessão de Cheniangue foi uma das principais bases para a expansão da economia japonesa no sul da Manchúria. Foi também a sede do vice-reino chinês das três províncias da Manchúria. Na década de 1920, Cheniangue foi a capital da Manchúria sob o comando do caudilho Zhang Zuolin, posteriormente assassinado em uma emboscada em Cheniangue.
No início do século XX, Cheniangue começou a se expandir para fora de suas muralhas (atual cidade velha). A estação ferroviária da Ferrovia da Manchúria do Sul e a estação ferroviária do Norte de Cheniangue permitiram a expansão urbana da cidade e a construção em suas margens de núcleos industriais, tornado Cheniangue um grande centro comercial. Várias fábricas de armamentos foram construídas nos subúrbios do norte e leste da cidade. Estas fábricas lançaram as bases para o desenvolvimento industrial de Cheniangue.
O Incidente de Mukden (18 de Setembro de 1931), que deu aos japoneses o pretexto para criar o estado de Manchukuo, ocorreu perto de Cheniangue. Durante a era Manchukuo (1932-1945) a cidade foi novamente chamada Fengtian em chinês, e de Mukden em inglês. Durante a ocupação japonesa, Cheniangue se desenvolveu como um centro de indústria pesada. Neste período o Japão explorou os recursos na Manchúria, utilizando a extensa rede ferroviária que atravessava Cheniangue.
As forças soviéticas ocuparam Cheniangue no início de agosto 1945, logo após a rendição do Japão. Os soviéticos foram substituídos pelos nacionalistas chineses. Durante a Guerra Civil Chinesa, Cheniangue permaneceu um reduto Kuomintang 1946-1948, embora os comunistas chineses controlassem o entorno da cidade. Cheniangue foi capturada pelos comunistas em 30 de outubro de 1948, após uma série de ofensivas conhecido como a Campanha Liaoshen.
Desde a abertura econômica da China, Cheniangue tem experimentado um espetacular crescimento econômico e demográfico, tornado uma das 13 grandes metrópoles chinesas.

## Economia
Cheniangue é um importante centro industrial na China e é a cidade central da Zona Econômica de Cheniangue, uma Nova Zona Especial de Reforma. Tem se concentrado na indústria pesada, particularmente aeroespacial, máquinas-ferramentas, equipamentos pesados e defesa e, recentemente, em softwares, automotivos e eletrônicos. Numerosas grandes empresas industriais têm sua sede em Cheniangue. A Brilliance Auto, uma importante fabricante chinesa de automóveis, tem a maioria de suas fábricas em Cheniangue. A Shenyang Aircraft Corporation produz, na cidade, aviões para uso civil, bem como para a Força Aérea do Exército Popular de Libertação. Além disso há plantas industriais da Neusoft, maior empresa de software na China, da Shenyang Machine Tool Group, maior fabricante de máquinas-ferramentas na China, da Tyco International, da General Motors e da Michelin.

## Infraestrutura
A cidade dispõe do Aeroporto Internacional de Cheniangue-Taoxian e do Metrô de Cheniangue.

## Cultura e lazer
Dentre as construções histórico-arquiteónicas de relevo na cidade está o Palácio de Mukden. Outras construções de interesse são o Estádio Olímpico de Cheniangue e a Torre de TV e de Transmissões de Liaoningue.
As equipas de futebol Liaoning Football Club, Shenyang Dongjin Football Club e Liaoning Shenyang Urban Football Club são sediadas na cidade.